# René Rebibo
René Rebibo, né le 11 novembre 1917 à Sidi Bel Abbès et mort le 3 mai 1998 à Nice, est un footballeur français.

## Biographie
René Rebibo commence sa carrière avec le club de première division de l'Olympique de Marseille, où il fait ses débuts le 11 novembre 1936 pour son 19e anniversaire lors d'une victoire 2-0 contre l'AS Cannes ; même si le défenseur n'est pas rappelé dans l'équipe lors de la saison 1936/37, il fait officiellement partie de l'équipe sacrée championne de France.
La même année, il quitte Marseille et rejoint la deuxième division des Girondins de Bordeaux ; puis il revient en première division avec son passage au FC Sochaux, mais doit interrompre sa carrière en raison de la Seconde Guerre mondiale. Il jouera après la guerre pour le club de deuxième division du RC Besançon puis à l'USM Bel Abbès,.

## Palmarès
Olympique de Marseille
- Championnat de France (1) :
  - Champion : 1936-37.